# Svetlana Ognjenović
Pour les articles homonymes, voir Ognjenovic.
Svetlana Ognjenović, née le 26 janvier 1981 à Osijek est une ancienne handballeuse internationale serbe, évoluant au poste d'ailière gauche.

## Biographie
Née en Croatie, Svetlana Ognjenović pratique le handball à défaut de pouvoir pratiquer un autre sport dans son village natal.
En 2007, elle décide de tenter une expérience à l'étranger, dans le club danois de Slagelse FH. Souvent blessée, elle ne s'impose pas dans l'équipe. Après une année au Danemark, elle signe dans le club français de Metz Handball. Son intégration est facilité par la présence au club de Vesna Horaček, joueuse croate, et de l'entraîneur Sandor Rac, originaire de Serbie. Sur l'aile gauche, elle alterne régulièrement avec Delphine Guehl, puis avec Paule Baudouin.
En 2013, elle atteint la finale du championnat du monde de handball avec la Serbie, perdue face au Brésil. Très utilisée durant la compétition, elle est cependant contrainte d'observer un repos d'environ trois mois à son retour en Lorraine. Elle manque ainsi toute la seconde partie de saison qui voit l'équipe s'imposer en coupe de la Ligue et en championnat de France.
L'état de son genou laisse planer le doute quant à la poursuite de sa carrière. Enceinte, elle n'est finalement pas présente à la reprise de la saison 2014-2015 de Metz,.
Après la naissance de son premier enfant, elle garde le contact avec le club messin, dont elle assure l'encadrement de l'équipe des moins de 15 ans. À l'hiver 2017, durant la grossesse
d'Ekaterina Andriouchina, elle assure le rôle d'adjoint d'Emmanuel Mayonnade lors des déplacements européens du club.

## Palmarès

### En club
compétitions internationales
- vainqueur de la coupe Challenge en 2007[9] (avec ŽRK Naisa Niš)

compétitions nationales
- championnat de Serbie en 2006 (avec ŽRK Naisa Niš)
- championnat de France en 2009, 2011, 2013 et 2014 (avec Metz Handball)
- vainqueur de la coupe de France en 2010 et 2013[10] (avec Metz Handball)
- vainqueur de la coupe de la ligue en 2009, 2010 et 2011 (avec Metz Handball)

### En sélection
championnats du monde
- finaliste du championnat du monde 2013[11]

championnats d'Europe
- 4e du championnat d'Europe 2012[12]

### Distinctions individuelles
- 6e meilleure marqueuse du championnat de France 2008-2009 (95 buts)[13]
- 7e meilleure marqueuse du championnat de France 2011-2012 (87 buts)[14]